# 锂亚硫酰氯电池
锂亚硫酰氯电池在所有的电池中，属于一种很有特色的品种。它的电压为3.6V。正极材料是亚硫酰氯（二氯亚砜），同时，也是电解液。这种特性，使得它的比能量非常高。是目前锂电池中比能量最高的。
锂亚硫酰氯电池化学名称为{\displaystyle Li-SOCl_{2}}, 简称为锂亚电池。 由于其特殊的化学特性，钝化效应，其年自放电电流小于1%， 储存寿命达10年以上，所以广泛应用于水表，电表和燃气表中。 
锂亚电池反应式：
负极 Li-e=Li+
正极 2SOCl2＋4e=4(Cl-)+SO2+S
总反应 4Li+2SOCl2=4LiCl+SO2+S
锂亚电池分为功率型和容量型两种，前者采用卷绕结构，放电功率比容量型大，后者采用碳包结构，容量较大。
锂亚电池使用时须注意安全，不得短路和充电，否则易发生爆炸。